# Chimarra aiyura
Chimarra aiyura là một loài Trichoptera trong họ Philopotamidae. Chúng phân bố ở miền Australasia.